# Petras (Crète)
Pour les articles homonymes, voir Petras.
Le palais de Petras (en grec moderne : Πετράς) est le site archéologique d'un palais minoen situé près de la côte nord de la Crète orientale, près de Sitía.

## Localisation
Petras est juste à l'est de la ville crétoise moderne Sitía. Le site est situé au sommet d'un petit plateau et surplombe la mer au nord de la Crète.

## Archéologie
Metaxía Tsipopoúlou a commencé les fouilles à Petras en 1985.
Le bâtiment principal, qui comptait deux étages à l'époque, fait 2 800 mètres carrés.
Petras a un système de drainage, des escaliers doubles, des parties inférieures de murs, des fresques et des trottoirs en dalles découpées. Des marques apparaissent sur l'architecture des doubles axes, des étoiles, des branches, des doubles triangles et des signes en linéaire A. Petras a révélé 3 tablettes en linéaire A à partir de ses archives, ainsi que quelques autres courts textes en linéaire A.

### Archives hiéroglyphiques
Une archive hiéroglyphique inscrite en hiéroglyphes crétois a été fouillée à partir de 1995. Selon le responsable, Metaxía Tsipopoúlou, l'archive était encore utilisée au moment de la destruction du palais. L'édition définitive a été publiée en 2010.
Le bâtiment central partage de nombreuses caractéristiques qui sont utilisées pour identifier un palais minoen en dehors d'un bâtiment ordinaire : des portes multiples (« polythyrons »), des colonnes et des piliers alternés et une maçonnerie en pierre de taille.
Des ajouts et des modifications de construction se produisaient jusqu'à la fin de la période minoen IB.